# Dmitrij Pozjarskij
Dmitrij Michajlovitj Pozjarskij (russisk: Дмитрий Михайлович Пожарский, tr. Дмитрий Михайлович Пожарский; født 17. oktober 1577, død 30. april 1642) var en russisk fyrste og nationalhelt.
Under Forvirringens tid i 1608 blev Pozjarskij sendt til Kolomna for at forsvare byen, og var 1610-1611 vojvod i Zarajsk (Moskva oblast). I 1611 deltog han i angrebet på de polsk-litauiske styrker, men blev såret den 19. marts 1611, mens han forsvarede sit hus ved Lubjanka pladsen, hvorefter han blev overført til Treenigheds klosteret for at rekreere sig.
I efteråret 1611, da Pozjarskij var sengeliggende på familie godset i Puretsky ved Volga nær Suzdal, blev han kontaktet af en delegation af borgere, der tilbød ham kommandoen over den anden folkehær som var samlet i Nisjnij Novgorod. Pozjarskij indvilgede på betingelse af at han ville blive bistået af Kuzma Minin, en købmand fra Nisjnij Novgorod.
Efter at være brudt op fra Jaroslavl rykkede han langsomt over Suzdal till Moskva, hvor han ankom samtidigt med den polsk-litauiske hærfører Chodkiewicz, der var sendt til Moskva af kong Sigismund. Efter to måneders belejring blev Moskva indtaget, og dermed var hans rolle udspillet. Han upphøjedes af zar Mikael til bojar i 1613, deltog i det polske felttog i 1618 og blev 1628 vojvod i Novgorod, 1635 i Rjazan, men havde begrænset politisk indflydelse.
Et Monumentet for Minin og Pozjarskij er rejst i Moskva og i Nizjnij Novgorod. En sovjetisk film Minin og Pozjarskij blev udgivet i 1939 i Sovjetunionen.